# Babardeală cu bucluc sau porno balamuc
Babardeală cu bucluc sau porno balamuc és una comèdia romanesa escrita i dirigida per Radu Jude. El film és protagonitzat per Katia Pascariu, Claudia Ieremia i Olimpia Mălai, i produït per Ada Solomon.
La pel·lícula es va presentar al 71è Festival Internacional de Cinema de Berlín el març de 2021 i va guanyar l'Os d'Or de la secció oficial a competició.

## Argument
Emi Cilibiu, una professora d'història (Katia Pascariu) publica un vídeo personal de pornografia amateur amb el seu marit a un web. Les conseqüències de la seva decisió l'afectaran profundament tant a ella com a la comunitat educativa on treballa. La pel·lícula conclou presentant tres finals alternatius en seqüència.